# Cine O'Higgins
Cine O'Higgins es un edificio ubicado en la intersección de Avenida O'Higgins con Avenida Libertad, en la ciudad de Chillán, Chile. Es considerado un Inmueble de conservación histórica, al ser un referente urbano del trazado de Avenida Libertad, entre la Plaza de Armas de Chillán y la Estación de ferrocarriles, además de ser símbolo del crítico estado de conservación del patrimonio local en medios de comunicación de la ciudad.

## Historia
Como antecedente a la obra arquitectónica que hoy existe, cabe mencionar que el terreno fue ocupado anteriormente, por un teatro de mismo nombre, cual fue demolido a raíz de un incendio. Dicha estructura, contenía un escenario en el cual, se estrenaban películas de cine mudo, como también, funciones de ventrílocuos y actuaciones.
La nueva estructura, creada a base de concreto, fue idea del arquitecto Juan Rau S. y construido por la firma "Señores Menéndez Hermanos", e inaugurado en 1952, para una capacidad de quinientas personas. Funcionó como cine hasta el año 1994, año en que fallece su administrador, sería entonces ocupado como discoteca, para luego ser abandonado.
En 2019, los propietarios del recinto estaban dispuestos a vender el terreno al Instituto Profesional AIEP, conllevando a una demolición del edificio, sin embargo, el municipio local se opuso dado a su condición de conservación histórica. Este hecho, provocó que se solicitara una petición de declarar al edificio Monumento nacional de Chile.
Se espera que las instalaciones sean ocupadas por la Secretaría regional ministerial del Ministerio de las Culturas, las Artes y el Patrimonio y/o por el proyecto de Archivo Regional de Ñuble.

## Arquitectura
Los elementos que componen la estructura son el hormigón y tejado de pizarreño acanalado, cual permanece oculto a la vista del público. El estilo utilizado para la construcción de este edificio es el art déco, donde destaca la presencia de muros curvos, ventanas tipo "ojo de buey", y una marquesina que protege de la lluvia a los locales comerciales ubicados en el primer piso.